# 7-я авиационная дивизия (вермахт)
7-я авиационная дивизия (нем. 7. Flieger-Division) — сформирована 1 сентября 1938 года в Берлине. 1 мая 1943 года переформирована в 1-ю парашютно-десантную дивизию.

## Боевой путь дивизии

### Формирование
Штаб 7-й дивизии был сформирован 1 сентября 1938 года в Берлине. Он отвечал за руководство всеми парашютистами военно-воздушных сил Германии.

### Польская кампания
К началу Второй мировой войны дивизия состояла из двух полков (в 1-м — 3 батальона, I., II., III., во 2-м — 2, I.,II.). Каждый из батальонов состоял из 4 рот. В походе в Польшу, начатом 1 сентября 1939 года, дивизия не принимала прямого участия. III./1-го парашютно-десантного полка в середине сентября вступил в бой к северу от Радома против частей окруженной польской дивизии. II. батальон полка в конце сентября провел короткое сражение у Воля-Гуловской против польского артиллерийского подразделения. I./2-го парашютно-десантного полка высадился на Юнкерсах Ju 52 в районе Деблин — Ирена на Висле, а II. батальон полка со штабом, 7-й и 8-й ротами — в Южной и Восточной Польше, а также в Восточной Словакии, в то время как 5-я и 6-я роты батальона высадились на аэродроме Деблин. Целью этих десантов было недопущение эвакуации из страны высшего государственного и военного руководства Польши. Во время одной из высадок десантники вступили в бой с польскими войсками и понесли первые потери.

### Норвежская кампания
14 апреля 1940 года был произведён парашютный десант (одна рота, 185 парашютистов) с целью захвата железнодорожного узла Думбос (между Осло и Тронхеймом, в центре южной части Норвегии). После 6 дней боёв против норвежских войск (два батальона), оставшиеся в живых парашютисты были взяты в плен.
14 мая 1940 года был произведён парашютный десант (один батальон) в районе Нарвика (на севере Норвегии), для усиления воевавших там немецких войск (против британских и польских войск).

### Вторжение в Нидерланды и Бельгию
В ходе вторжения немецких войск в Бельгию были произведены 4 парашютных десанта (каждый силою роты) для захвата трёх ключевых мостов и форта Эбен-Эмаэль. Все десанты прошли успешно (бельгийцы успели взорвать только один мост).
В ходе захвата Нидерландов были произведены парашютные и посадочные десанты (совместно с 22-й дивизией) с целью занятия Гааги, трёх ключевых мостов и аэродрома возле Роттердама. Неудачей окончилась только попытка занять Гаагу (десантники понесли большие потери).

### Греческая кампания
После вторжения 6 апреля 1941 года немецких войск в Грецию, был произведён парашютный десант (силами одного полка) для захвата стратегически важного моста через Коринфский канал. Десантники удерживали эту позицию, отбивая атаки австралийских войск, до подхода основных немецких сил.

### Десант на остров Крит
20 мая 1941 года 7-я авиационная дивизия была десантирована на остров Крит, с целью захвата плацдармов для последующей высадки на аэродромах 5-й горнопехотной дивизии.
Десанты были произведены в четырёх пунктах:
- аэродром Малеме
- берег залива Суда (возле порта Кания)
- аэродром Ретимнон
- аэродром Ираклион

Высадка в первых двух пунктах была произведена утром 20 мая, силами по полку в каждом (штаб дивизии — во втором пункте высадки, при этом командир дивизии генерал-лейтенант Зюссман погиб, командование дивизией взял на себя командир 2-го парашютно-десантного полка, полковник Штурм), остальные силы дивизии высадились в последних двух пунктах во второй половине дня 20 мая.
Аэродром Малеме, упорно обороняемый новозеландской бригадой, немецкие десантники смогли захватить во второй день операции, там сразу же началась высадка горных егерей, доставленных транспортными самолётами. Егеря окончательно подавили оборону новозеландцев в этом районе.
Затем егеря заняли порт Кания и двинулись далее в восточном направлении. Они деблокировали группы парашютистов возле Ретимнона и Гераклиона, вынудив остатки австралийских и британских войск (которыми командовал новозеландский генерал-майор Бернард Фрейберг) покинуть Крит.
1 июня 1941 года остров Крит полностью перешёл под контроль немецких войск. Однако, немецкие парашютисты понесли в этой операции весьма тяжёлые потери. Парашютисты-десантники смогли захватить только один из четырёх объектов высадки, и задачу по оккупации Крита пришлось решать горным егерям (5-я горнопехотная дивизия), используя только аэродром Малеме, который парашютисты сумели захватить.
- Расстрел в Кондомари
- Уничтожение Канданоса

### Война против СССР
24 сентября 1941 года 7-я воздушная дивизия получила приказ об отправке на Восточный фронт, под Ленинград.
29 сентября 1941 года два полка (1-й и 3-й) дивизии заняли участок фронта в районе Невы (Невский пятачок). Эти полки участвовали в боевых действиях (как пехота) до середины декабря, когда были отправлены на отдых в Германию. 2-й полк дивизии с ноября 1941 года воевал (также в качестве пехоты) южнее, в районе Волхова, и был отправлен на отдых в июне 1942 года.
В октябре 1942 года дивизия была вновь отправлена в качестве пехоты на Восточный фронт, в район Ржева. После тяжёлых боев дивизия была в апреле 1943 года вновь отведена в тыл (во Францию), и 1 мая 1943 года переформирована в 1-ю парашютную дивизию.

## Состав дивизии
В сентябре 1939:
- 1-й парашютно-десантный полк
- 2-й парашютно-десантный полк

В мае 1941:
- 1-й парашютно-десантный полк (нем. Fallschirmjäger-Regiment 1)
- 2-й парашютно-десантный полк (нем. Fallschirmjäger-Regiment 2)
- 3-й парашютно-десантный полк (нем. Fallschirmjäger-Regiment 3)
  - 7-й парашютно-десантный артиллерийский батальон (нем. Fallschirm-Artillerie-Bataillon 7)
  - 7-й парашютно-десантный противотанковый батальон (нем. Fallschirm-Panzerabwehr-Bataillon 7)
  - 7-й парашютно-десантный зенитный батальон (нем. Fallschirm-Fla-Bataillon 7)
  - парашютно-десантный пулемётный батальон (нем. Fallschirm-MG-Bataillon)
  - парашютно-десантный саперный батальон (нем. Fallschirm-Pionier-Bataillon)

## Командиры дивизии
- генерал-майор (с 1 января 1940 — генерал-лейтенант) Курт Штудент (сентябрь 1938 — 14 мая 1940)
- генерал-майор (с 1 января 1941 — генерал-лейтенант) Рихард Путцир (май 1940 — 21 января 1941)
- генерал-лейтенант Вильгельм Зюссман (21 января 1941 — 20 мая 1941, погиб в ходе десанта на Крит)
- полковник (с 1 августа 1941 — генерал-майор) Альфред Штурм (20 мая 1941 — 30 мая 1941)
- генерал-лейтенант Эрик Петерсен (1 июня 1941 — 1 августа 1942)
- полковник (с 4 августа 1941 — генерал-майор) Рихард Хайдрих (1 августа 1942 — 1 мая 1943)